# Orange II (Yacht)
Die Orange II ist ein Segelkatamaran, der für Hochseerennen konzipiert wurde. Bei einer Bootslänge von 36,80 Metern hat die Yacht einen 45 Meter hohen Mast. Orange II wurde von Gilles Ollier und dem Multiplast design team entworfen und auf der Werft Multiplast S.A.S in Vannes, Frankreich, gebaut.

## Geschwindigkeitsrekorde
- Orange II war Halter der Jules Verne Trophy für die schnellste Weltumsegelung in der Zeit von 50 Tagen, 16 Stunden, 20 Minuten und 4 Sekunden. Orange II wurde von dem Franzosen Bruno Peyron als Skipper und einer 13-köpfigen Mannschaft gesegelt.[1] Der Rekord hielt fünf Jahre von 2005 bis 2010.
- Orange II segelte auch 2006 die schnellste Atlantik-Überquerung von West nach Ost für Crew-Yachten unter ihrem Skipper Bruno Peyron in der Zeit von 4 Tagen, 8 Stunden, 23 Minuten und 54 Sekunden.

Der Sponsor Orange (ehemals France Télécom) beendete seine Aktivitäten im Bereich Yacht-Rennen und so wurde Orange II sieben Jahre lang bei der Werft Multiplast eingelagert.

## Umbau vom Renner zum Fahrtenschiff
Die Orange II erhielt ein neues Leben als Vitalia II. Der Sohn des Barons Marcel Bich, Francois Bich, kaufte den Katamaran und ließ ihn zu einer Yacht für Urlaubsfahrten umbauen. Francois Bich, der selber die französische BIC Group managte und zudem 1970 und 1974 auf dem französischen Zwölfer seines Vaters um den America’s Cup segelte, will mit seiner Familie auf Vitalia II um die Welt segeln. Die Yacht erhielt dafür sechs Kabinen, drei für die fünfköpfige Stammbesatzung und drei für die Gäste.